# Maximální riziko
Maximální riziko (Maximum Risk) je akční film Ringa Lama z roku 1996 v hlavní roli s Jean-Claude van Dammem.

## Děj
Ve francouzském městě Nice byl zabit Mikhail Suverov. Když spatřil detektiv Alain Moreau jeho tvář, okamžitě v něm poznal bratra. Alain se dozvěděl od matky, že měl dvojče, které Chantal musela opustit, protože neměla dost financí na uživení. Adoptoval ho jistý právník z Paříže. Alain se proto vydává tam, aby se o bratrovi dozvěděl více. Právníkovu kancelář však našel v plamenech. Mikhail měl u sebe pas a doklady z New Yorku. Alain se proto vydává tam. Hledá jistou Alex Bohemia. Taxikář ho zaveze ke klubu Bohemia, kde se potkává s Alex. Všichni, včetně Alexy, si myslí, že se vrátil Mikhail. Člen ruské mafie, u které byl i Mikhail, Ivan Dzasokhov posílá lidi, aby Alaina zabili. Alainovi se však pokaždé povede zachránit. Alain od agentů FBI zjistí, že Mikhail byl v mafii jako agent FBI. Agenti Pellman a Loomis nabídnou Alainovi spolupráci. Alain má odjet do Nice, kde se má vydávat za Mikhaila a v bance vyzvednout detailní seznam jmen a akcí chystaných mafií. Alain nejprve odmítne, ale když agenti začnou ohrožovat Alex, povolí. Vydávají se tedy do Nice do banky. Alain si vybere svoji i Mikhailovu schránku. V bance se spustí poplach jednak kvůli alarmu, který způsobí Alain, tak kvůli vraždě. Po útěku z banky pomůže Alain zastavit dodávku s Ivanem a Sebastienem, Alainovým parťákem od policie. Sebastiena poté z hořící dodávky co nejrychleji zachrání. Zakrátko zjistí, že ho agenti podvedli a unesli Alexu s sebou. Vydá se za nimi. Po krátké honičce v autech Alain dostihne agenty na jatkách. Zachrání Alex a oba agenty nechá zraněné na místě. Během celé akce se Alain s Alexou sblíží a dokonce ji seznámí se svou matkou Chantal.

## Obsazení
| Alain Moreau / Mikhail Suverov | Jean-Claude van Damme |
| Alex Minetti                   | Natasha Henstridge    |
| Sebastien                      | Jean-Hugues Anglade   |
| Ivan Dzasokhov                 | Zach Grenier          |
| Agent Pellman                  | Paul Ben-Victor       |
| Agent Loomis                   | Frank Senger          |
| Chantal Moreau                 | Stéphane Audran       |
| Yuri                           | Dan Moran             |
| Nicholas                       | Donald Burda          |
| Martin                         | Herb Lovelle          |